# دوراخ
دوراخ (به آلمانی: Durach) یک شهر در آلمان است که در ابرالاگوی واقع شده‌است. دوراخ ۶٬۵۸۴ نفر جمعیت دارد.